# Джон Адамс Старший
Джон Адамс Старший (англ. John Adams Senior; 8 лютого 1690, Брейнтрі (Квінсі), Массачусетс — 25 травня 1761, Брейнтрі (Квінсі), Массачусетс) — батько другого президента США, Джона Адамса, дід шостого президента США, Джона Квінсі Адамса.
Предки Адамса були пуритани, знаходились в Америці з першої половини 17 століття. Він одружився з Сюзаною Бойлстон у 1734. В них були такі діти:
- Джон Адамс (англ. John Adams) — другий Президент США.
- Пітер Бойлстон Адамс (англ. Peter Boylston Adams) — американський фермер, капітан міліції Брейнтрі (Квінсі), Массачусетса.
- Ілайх'ю Адамс (англ. Elihu Adams) — командир роти міліції під час Американської революції; помер від шигельозу.